# ANSI 기계기구 번호
전력 시스템 설계에 있어서, ANSI 표준 기계기구 번호(ANSI device numbers)는 보호계기(계전기나 차단기)가 어떤 기능을 지원하는지를 표시해 준다. 이러한 종류의 기계기구는 사고시 전력시스템과 그 구성요소를 손상으로부터 보호한다. 그리고 기계기구 번호는 설계도식(schematic diagram)에서 보이는 기계기구의 기능을 알려주는 데에 쓰인다. 대한민국 내선규정과 대체적으로 비슷하나 약간씩 다른 부분이 있다.

## 기계기구 번호와 기능 목록
다음은 ANSI 기계기구 번호와 대한민국 내선규정 상의 기능번호이다. 대한민국 내선규정의 칸이 공백인 경우는 ANSI 기계기구 번호와 대한민국 내선규정의 기능 번호의 기능이 동일한 경우이고, 그 기능이 다른 경우에는 그 기능이 표기되었다.
| 번호 | ANSI에서 정한 기능                                         | 대한민국 내선규정 상의 기능 |
| ---- | ---------------------------------------------------------- | --------------------------- |
| 1    | 주제어 개폐기 또는 계전기                                  |                             |
| 2    | 시간지연 계전기                                            |                             |
| 3    | Checking Relay, 인터록 계전기(Interlocking relay)          | 각종 계기 조작용 개폐기     |
| 4    | 주제어회로용 접촉기 또는 계전기                            |                             |
| 5    | 정기 개폐기 또는 계전기                                    |                             |
| 6    | 기동 차단기, 접속기 또는 계전기                            |                             |
| 7    | 비율 조정 계전기, 개폐기                                   |                             |
| 8    | 제어전원 개폐기                                            |                             |
| 9    | 계자 극성전환 개폐기                                       |                             |
| 10   | 순서 개폐기(Unit sequence switch)                          |                             |
| 11   | 다기능 장치(개폐기)(Multi-function device)                 | 시험 개폐기                 |
| 12   | 과속도 개폐기                                              |                             |
| 13   | 동기속도 개폐기                                            |                             |
| 14   | 저속도 개폐기                                              |                             |
| 15   | 속도조정 장치                                              |                             |
| 16   | 데이터 통신 장치                                           | 표시선 감시 계전기          |
| 17   | 분로 개폐기, 방전 개퍠기                                   | 표시선 계전기               |
| 18   | 가속 및 감속 접촉기(개폐기)                                |                             |
| 19   | 기동 및 운전전환 접촉기                                    |                             |
| 20   | 전기 밸브(eletrically operated valve)                      |                             |
| 21   | 거리 계전기                                                |                             |
| 22   | 이퀄라이저 차단기(Equalizer Circuit Breaker)               | 예비 번호                   |
| 23   | 온도 조정 계전기                                           |                             |
| 24   | 전압/주파수 계전기(Volts Per Hertz Relay)                  | Tap 절환장치                |
| 25   | 동기검출장치                                               |                             |
| 26   | 정지기 온도 계전기                                         |                             |
| 27   | 교류 부족전압 계전기                                       |                             |
| 28   | 화염 검출기(Flame Detector)                                | 경보 장치(화재,뇌,서지)     |
| 29   | 고립 접촉기 또는 개폐기                                    | 소화 장치                   |
| 30   | 기기상태 표시 장치(Annunciator Relay)                      |                             |
| 51   | 반한시형 과전류 계전기 (AC time inverse overcurrent Relay) | 과전류 계전기               |